# Rivista Abruzzese
La Rivista Abruzzese è un periodico culturale, a cadenza trimestrale, fondato a Chieti nel 1948 da Francesco Verlengia. Dal 1964 ha sede a Lanciano e si occupa, in prevalenza, di letteratura, storia, sociologia e antropologia culturale dell'Abruzzo.

## Storia
La Rivista Abruzzese (RA in acronimo) fu fondata a Chieti, presso la biblioteca provinciale Angelo Camillo De Meis, dal bibliotecario Francesco Verlengia. Il cultore d'arte abruzzese intendeva ripristinare un progetto editoriale di Giacinto Pannella e Luigi Savorini, cioè la Rivista Abruzzese di Scienze, Lettere ed Arti (RASLA in acronimo), fondata a Teramo nel 1886 e chiusa nel 1919. Tale progetto, insieme a quello della Deputazione abruzzese di storia patria dell'Aquila, intendeva studiare gli aspetti della storia, della cultura, dell'arte e del folclore abruzzese da un punto vista critico e analitico.
Francesco Verlengia collaborò con Giovanni De Caesaris, Giovanni Pansa, Luigi Polacchi, Mario Chini, Pio Costantini e Vincenzo Balzano; nel 1961, a causa della malattia, affidò la rivista al giovane cultore Emiliano Giancristofaro, che la curò per lui fino al biennio 1963-1964, quando avvenne il passaggio legale di proprietà a questi a Lanciano. Il nome di Francesco Verlengia tuttavia per rispetto rimase in copertina, anche dopo la sua morte avvenuta nel 1967.
Dal 1974 la rivista pubblica, come editore, una collana di Quaderni monografici, con particolare riferimento alle tradizioni popolari abruzzesi. Si tratta di volumi di studi incentrati su un determinato campo di indagine, tendenzialmente riguardanti l'area della provincia di Chieti. Nel 2008 sono state realizzate due importanti ristampe anastatiche, le Antichità storico critiche sacre e profane dei Frentani, opera di Domenico Romanelli del 1790, e gli Atti del Convegno storico Abruzzese Molisano del 1931 in 3 volumi.
Nel 1997, in occasione del primo cinquantenario, la rivista ha pubblicato i propri indici. Dopo Francesco Verlengia la rivista è stata diretta dal 1963 da Emiliano Giancristofaro, che ha mantenuto l'incarico fino al 2000, anno nel quale è subentrata la figlia Lia Giancristofaro.
La Rivista Abruzzese ha avuto come collaboratori, anche con scritti inediti, Alfonso Maria di Nola, Benedetto Croce, Beniamino Rosati, Elena Croce e Roberto Almagià.
Emiliano Giancristofaro negli anni ottanta e novanta ha realizzato anche documentari audiovisivi di inchiesta sul folclore abruzzese e sulle diverse tradizioni, intitolati Storie del silenzio. Altro materiale è stato raccolto da Alfonso Maria Di Bola e dal francescano Donatangelo Lipinetti. La rivista dalla data di fondazione mantiene la stessa copertina e tra le sue pagine non ospita pubblicità.

### La precedenteRivista Abruzzese di Scienze, Lettere ed Arti
Le origini della precedente Rivista Abruzzese di Scienze, Lettere ed Arti (RASLA in acronimo) risalgono al 1888, quando fu fondata da vari intellettuali del teramano, quali Francesco Savini, Giacinto Pannella e Vincenzo Bindi; dal 1892 fino al 1919, anno di chiusura, fu diretta dal Pannella e vi collaborarono anche Antonio De Nino, Carlo Ignazio Gavini e Vincenzo Balzano. Lo scopo del periodico era di compiere uno studio critico moderno, con la collaborazione di archeologi, studiosi di arte e folcloristi abruzzesi o di altre regioni, del patrimonio dell'Abruzzo, mantenendo una posizione di apoliticità.
Dopo la chiusura nel 1919, la rivista cambiò denominazione, e fu associata ad altre riviste abruzzesi, nelle quali si distinse il bibliotecario Francesco Verlengia, che nel 1948 la rifondò a Chieti con il nome semplice di Rivista Abruzzese; la redazione del nuovo periodico verrà spostata nel 1964 a Lanciano.